# Кадафаш (Гойш)
Кадафаш (порт. Cadafaz) — район (фрегезия) в Португалии, входит в округ Коимбра. Является составной частью муниципалитета Гойш. Находится в составе крупной городской агломерации Большая Коимбра. По старому административному делению входил в провинцию Бейра-Литорал. Входит в экономико-статистический субрегион Пиньял-Интериор-Норте, который входит в Центральный регион. Население составляет 283 человека на 2001 год. Занимает площадь 34,15 км².